# 國立臺南第一高級中學進修部
國立臺南第一高級中學進修部位於中華民國臺南市，原為一所附設於臺南一中的進修學校，2017年配合高級中等教育法第64條，轉型為進修部。利用夜間上課，所以在校內又被稱為夜間部，其上課地點為白天做為高一教室的明德樓。

## 簡史
本校原為「台灣省立台南補習學校」。創立於民國三十七年八月，時值本省光復之後，政府為貫徹 國父教育機會均等之遺訓，無男女老幼貧富之分，凡有志青年均得按部就班，徐圖深造，期能為國家之棟樑，文化之砥柱，因而派教育廳督學張傳黻先生蒞南，利用前省立台南民教館館舍與設備創設本校，旋派張氏為首任校長。創校之初，有中、高級八班，學生二百餘人。
- 1948年8月，本校創立，原為「臺灣省立臺南補習學校」。
- 1949年，併入臺灣省立臺南第一中學，改組為「臺灣省立臺南第一中學附設補習學校」。
- 1952年2月，增辦職業類科，先後增設工商管理科、會計科及商科，分別招收高、初中畢業生，施以 1~3 年之職業補習教育。
- 1979年8月，更名為「臺灣省立臺南第一高級中學附設高級中學進修補習學校」，教導處同時更名為校務處。
- 1987年8月，停辦商科，專辦普通科。
- 2000年2月，因精省，改制為「國立臺南第一高級中學附設高級中學進修學校」。
- 2017年8月，依據高級中等教育法第64條規定附設進修學校應轉型進修部，轉型為「國立臺南第一高級中學進修部」。

## 建築

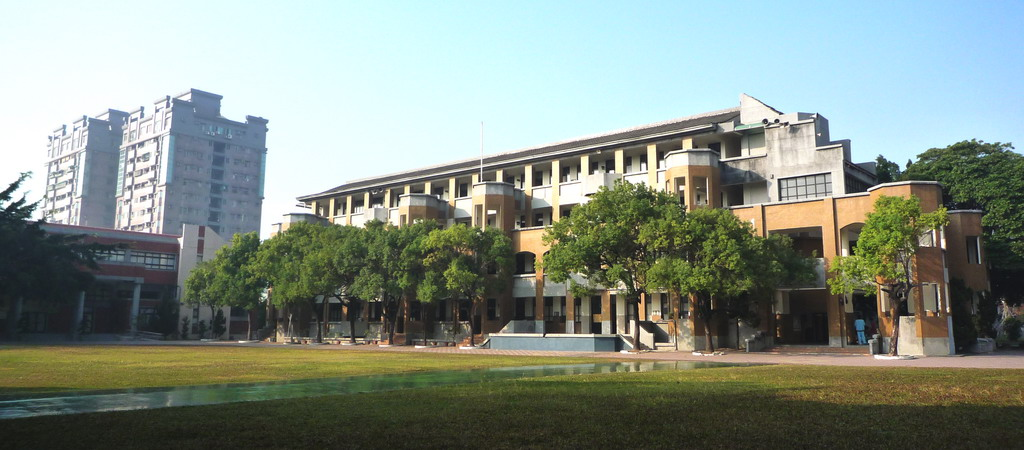
明德樓（棕黃建築）羣英堂（大樓左下）

- 新民樓:人文教育大樓
- 明德樓:教室
- 羣英堂:禮堂

## 知名校友

### 體育界
- 黃亮祺：網球國手，國際網球總會ITF，世界排名世界青少年排名第八名。
- 江宏傑：桌球國手、藝人。

## 外部連結
- 國立臺南第一高級中學進修部（页面存档备份，存于）

1. ↑  國立臺南第一高級中學附設進修學校轉型進修部轉型計畫書，2015年7月29日，https://night.tnfsh.tn.edu.tw/ezfiles/11/1011/img/46/594554287.pdf